# Karl Scharfenberg
Karl Wilhelm Heinrich Friedrich Scharfenberg  (Wismar, 3 maart 1874 - Gotha, 5 januari 1938) was een Duitse spoorwegingenieur.

## Uitvindingen
Scharfenberg registreerde op 18 maart 1903 het eerste patent voor een "centrale bufferkoppeling met een oog en een draaibare haak als koppelstuk". De automatische centrale bufferkoppeling, tegenwoordig Scharfenbergkoppeling, afgekort tot Schaku, verbindt twee treindelen door middel van een automatisch dichtklappende haak zodanig, dat zowel trek- als duwkrachten van het ene deel op het andere overgebracht worden. en daarbij het koppelen automatisch en in een paar minuten plaats kan vinden. De Scharfenbergkoppeling wordt tegenwoordig bij bijna alle moderne gemotoriseerde treinstellen in Nederland, België en Duitsland en andere Europese landen toegepast. De eerste treinstellen in Nederland die van de Scharfenbergkoppeling voorzien werden, zijn de DE3 stellen uit 1934. Het enig overgebleven exemplaar hiervan is tentoongesteld in het Nederlands Spoorwegmuseum in Utrecht. Ook bij de TGV wordt dit type koppeling toegepast. Het Duitse ICE-materieel dat ook naar Nederland en België rijdt is van dit type koppeling voorzien.
Scharfenberg liet de koppeling vanaf 1909 fabriceren door de Waggonfabrik L. Steinfurt in Königsberg. In 1921 stichtte hij samen met de Waggonfabrik Steinfurt in Berlijn het bedrijf Scharfenberg-Kupplung AG, dat in het kader van de elektrificatie van de S-Bahn van Berlijn de eerste grote order kon aannemen.
Tijdens een dienstreis in 1938 stierf Scharfenberg in Gotha.
In 1949 verplaatste Scharfenberg AG zijn hoofdzetel naar Salzgitter in West-Duitsland. Het werd in 1957 onderdeel van Salzgitter AG. 1994 werd de licentie voor de Scharfenbergkoppeling aan Alstom verkocht, en in 1998 aan Voith Turbo.
Aan de Ostfalia Hochschule für angewandte Wissenschaften in Salzgitter is in 2004 de Karl-Scharfenberg-Fakultät gesticht, waaraan onder andere de studie verkeerskunde aangeboden wordt.